# Shaliah
Shaliaḥ (שָלִיחַ, plural: שְלִיחִים, sheliḥim) es un término hebreo que significa emisario o agente enviado legal. Un Shaliah tenía la capacidad legal de realizar cualquier acto en lugar de su autoridad (quien le ha delegado como emisario), como si fuera este mismo con plenos poderes.

## Orígenes bíblicos
El primer Shaliah en la Torá lo encontramos en la persona de Eliezer, que es enviado por Abraham para encontrar esposa para Isaac.
Génesis 24:1 Era Abraham ya viejo, y bien avanzado en años; y Jehová había bendecido a Abraham en todo.
24:2 Y dijo Abraham a un criado suyo, el más viejo de su casa, que era el que gobernaba en todo lo que tenía: Pon ahora tu mano debajo de mi muslo,
24:3 y te juramentaré por Jehová, Dios de los cielos y Dios de la tierra, que no tomarás para mi hijo mujer de las hijas de los cananeos, entre los cuales yo habito;
24:4 sino que irás a mi tierra y a mi parentela, y tomarás mujer para mi hijo Isaac.
Aunque en el Talmud, el shaliah también recibe diversos cometidos y significaciones tales como la persona que sujeta al niño mientras se lleva a cabo el rito de la circuncisión, o la persona que separa el diezmo - terumat hamaaser תרומת המעשר- y las primicias -ma'aser rishon מעשר ראשון-, nos centraremos en este cometido de delegación por un breve recorrido por el AT en algunas de las expresiones donde se usa:

Esdras 7:14 Porque de parte del rey y de sus siete consejeros eres enviado a visitar a Judea y a Jerusalén, conforme a la ley de tu Dios que está en tu mano; 
Daniel 5:24 Entonces de su presencia fue enviada la mano que trazó esta escritura.
2Crónicas 17:7 Al tercer año de su reinado envió sus príncipes Ben-hail, Abdías, Zacarías, Natanael y Micaías, para que enseñasen en las ciudades de Judá;
En cuanto al plano espiritual, los rabinos consideraban como shaliah a Moisés, Elías, Eliseo y Ezequiel, enviados todos por Yahvé, quienes además mostraban su autoridad como representantes de Dios a través de los milagros que obraban en nombre de Él.
El término porta la idea de autorización divina a unos personajes que son comisionados por Dios y no por la comunidad.

## Conexión con el Nuevo Testamento y las expresiones orales
Pero lo más interesante es la transmisión del concepto a la esfera del Nuevo Testamento que continúa con la transmisión de fórmulas legales en el lenguaje como “el que te recibe a ti me recibe a mí”, “lo que atáis en mi nombre lo he atado yo”:
Marcos 9:37 El que reciba en mi nombre a un niño como este, me recibe a mí; y el que a mí me recibe, no me recibe a mí sino al que me envió.
Mateo 18:18 De cierto os digo que todo lo que atéis en la tierra, será atado en el cielo; y todo lo que desatéis en la tierra, será desatado en el cielo.
Mateo 16:19 Y a ti te daré las llaves del reino de los cielos; y todo lo que atares en la tierra será atado en los cielos; y todo lo que desatares en la tierra será desatado en los cielos.
Lucas 10:16 El que a vosotros oye, a mí me oye; y el que a vosotros desecha, a mí me desecha; y el que me desecha a mí, desecha al que me envió.
Juan 13:20 De cierto, de cierto os digo: El que recibe al que yo enviare, me recibe a mí; y el que me recibe a mí, recibe al que me envió.
Juan 20:23 A quienes remitiereis los pecados, les son remitidos; y a quienes se los retuviereis, les son retenidos.

Nos encontramos, por tanto, con un paralelismo conceptual entre el hebreo Shaliah y el griego Apostolos ἀπόστολος , apóstol. Una persona que recibe un mandato y misión delegada y plenipotenciaria pero que a su vez NO puede subdelegar esa misión y poderes en otra persona. Un mandato único, personal e intransferible.